# Bộ Hành (行)
Bộ Hành, bộ thứ 144 có nghĩa là "đi" là 1 trong 29 bộ có 6 nét trong số 214 bộ thủ Khang Hy.
Trong Từ điển Khang Hy có 53 chữ (trong số hơn 40.000) được tìm thấy chứa bộ này.

## Tự hình Bộ Hành (行)

Giáp cốt văn
Kim văn
Đại triện
Tiểu triện

## Chữ thuộc Bộ Hành (行)
| Số nét bổ sung | Chữ                                       |
| -------------- | ----------------------------------------- |
| 0              | 行/hành/                                  |
| 3              | 衍/diên/ 衎/khán/                         |
| 4              | 衏                                        |
| 5              | 衐 衑/linh/ 術/thuật/ 衔/hàm/             |
| 6              | 衕/đồng/ 衖/hạng/ 街/nhai/ 衘/hàm/        |
| 7              | 衙/ngữ/                                   |
| 9              | 衚/hồ/ 衜/đạo/ 衝/xung/                   |
| 10             | 衛/vệ/ 衞/vệ/ 衟/đạo/ 衠/chuân/ 衡/hoành/ |
| 18             | 衢/cù/                                    |